# Luigi Silvani
Luigi Silvani (Monticelli Pavese, 26 giugno 1898 – ...) è stato un calciatore italiano, di ruolo portiere.
La sua carriera è stata spesso confusa con quella dell'omonimo e pari ruolo Annibale Silvani, nato nel 1904.

## Carriera
Cresciuto nell'Enotria Goliardo, esordisce nel 1917 nella Coppa Mauro e difende la porta dei milanesi nei campionati di Prima Categoria 1919-1920 e 1921-1922. Nel 1921 passa al Pavia, con cui esordisce il 9 ottobre 1921 nella partita Pavia-Esperia Como (1-0). Con i pavesi ha disputato il campionato di Prima Categoria 1921-1922 con 4 presenze e 4 reti subite e il successivo campionato di Seconda Divisione 1922-1923 con 9 presenze e 11 reti subite, per un totale di 14 presenze a difesa dalla porta e 15 reti al passivo. Dopo una breve esperienza al Sud con la Casertana, si stabilisce a Milano giocando con US Milanese in Prima Divisione, Insubria, Desio e Oberdan di Milano tra Seconda e Terza Divisione.